# Senecio glastifolius
Senecio glastifolius é uma espécie de planta com flor pertencente à família Asteraceae. 
A autoridade científica da espécie é L.f., tendo sido publicada em Supplementum Plantarum 372. 1781 (1782).

## Portugal
Trata-se de uma espécie presente no território português, nomeadamente no Arquipélago da Madeira.
Em termos de naturalidade é introduzida na região atrás indicada.

## Protecção
Não se encontra protegida por legislação portuguesa ou da Comunidade Europeia.